# Danutė di Lituania
Danutė di Lituania (battezzata Anna) (1358 circa – 26 novembre 1424) è stata una principessa lituana della dinastia gediminide; andò in sposa a Janusz I di Varsavia.

## Biografia
Danutė era una delle figlie di Kęstutis, granduca di Lituania, e della sua seconda moglie, Birutė. Si conoscono pochissime informazioni affidabili sulla sua vita; probabilmente tra il 1371/1373 celebrò le nozze con Janusz I di Varsavia e esistono due fatti che lasciano intendere questa data: nel 1371, papa Gregorio XI inviò una lettera a Siemowit III di Masovia, padre di Janusz I, esortandolo a non consentire ai suoi subordinati di aiutare i lituani pagani. Se il matrimonio fosse avvenuto in quel momento, il papa avrebbe certamente condannato il duca cristiano per l'alleanza con i pagani. Un secondo indizio emerge nel 1379, quando Kęstutis, mentre negoziava con i cavalieri teutonici, chiamò Günter von Hohenstein, commendatore di Ostróda, padrino di Danutë. Questo significa che a quel tempo la donna era già battezzata e sposata, anche se probabilmente aveva ricevuto il sacramento cristiano prima del suo matrimonio.
Il matrimonio tra Danutė e Janusz I divenne noto come il più duraturo tra i membri della dinastia Piast. In occasione del suo matrimonio, Danutė ricevette da Janusz I in dote le città di Drohiczyn, Mielnik e Brześć (tutte in Podlachia) e i villaggi circostanti.
Diede alla luce quattro figli, tutti morti prima di lei e di suo marito:
- Figlia (Olga?) (1373/76 - 8 dicembre 1401), sposata prima nel 1388 con il Voivoda Petru I di Moldavia e poi con un nobile moldavo di nome Wilczę.[2]
- Janusz Młodszy (1376/81 - circa 18 ottobre 1422), che sposò Katharina di Melsztyn, figlia di Spytko II of Melsztyn,duca di Podolia.
- Bolesław (1385/86 - circa 4 maggio 1424), sposò Anna Feodorovna, nipote di Algirdas.
- Konrad (ca. 1400-9 dicembre 1412/1413).

Nel 1382, dopo essere fuggito da Krėva, Vitoldo il Grande chiese per la prima volta a sua sorella Danutė e suo cognato Janusz aiuto nella guerra civile contro suo cugino Jogaila. Tuttavia, non ricevette alcuna assistenza e fu costretto a rivolgersi ai cavalieri teutonici.
Nella storiografia più antica si credeva che Danutė fosse sopravvissuta a suo marito sulla base dei documenti del cosiddetto calendario di Płock, che datava il suo decesso il 25 maggio 1448. Ad oggi, si ritiene che si sia trattato di uno scambio di persona e che al posto di Danutė fosse stata riportata la data di morte di sua nuora Anna Feodorovna, spentasi nel 1458. Danutė dovette spirare tra il 17 ottobre 1422 e il 20 dicembre 1425 o, più verosimilmente, il 26 novembre 1424. Anche il luogo di sepoltura è incerto, ma tre le ipotesi può tenersi in considerazione la Cattedrale di Varsavia.

## Ascendenza
|                    |   |       | Genitori       |  |  | Nonni     |  |  | Bisnonni |  |
|                    |   |       |                |  |  | Gediminas |  |  | Butvydas |  |
|                    |   |       |                |  |  | Gediminas |  |  | Butvydas |  |
|                    |   | …     |                |  |  | Gediminas |  |  |          |  |
| Kęstutis           |   |       |                |  |  | Gediminas |  |  |          |  |
|                    |   | Jewna | Ivan di Polack |  |  |           |  |  |          |  |
|                    |   | Jewna | Ivan di Polack |  |  |           |  |  |          |  |
|                    |   | Jewna | …              |  |  |           |  |  |          |  |
| Danute di Lituania |   | Jewna |                |  |  |           |  |  |          |  |
|                    | … | …     |                |  |  |           |  |  |          |  |
|                    | … | …     |                |  |  |           |  |  |          |  |
|                    | … | …     |                |  |  |           |  |  |          |  |
| Birutė             | … |       |                |  |  |           |  |  |          |  |
|                    |   | …     | …              |  |  |           |  |  |          |  |
|                    |   | …     | …              |  |  |           |  |  |          |  |
|                    |   | …     | …              |  |  |           |  |  |          |  |
|                    |   | …     |                |  |  |           |  |  |          |  |